# بمبديون بهيج
بمبديون بهيج (الاسم العلمي: Bembidion festivum) هو نوع من الحشرات يتبع جنس البمبديون من فصيلة الخنافس الأرضية.